# Juncus tobdeniorum
Juncus tobdeniorum là một loài thực vật có hoa trong họ Juncaceae. Loài này được Noltie mô tả khoa học đầu tiên năm 1998.